# Alejandro Segismundo del Palatinado-Neoburgo

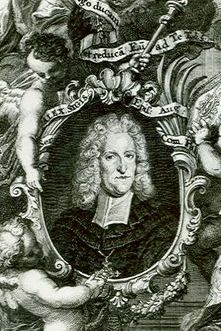
Alejandro Segismundo.

Alejandro Segismundo del Palatinado-Neoburgo (1663-1737) fue  príncipe-obispo de Augsburgo entre 1690-1737.

## Biografía
Miembro de la Casa de Wittelsbach, Alejandro Segismundo nació en Neuburg an der Donau el 16 de abril de 1663, el quinto hijo del elector Felipe Guillermo de Neoburgo y su esposa la landgravina Isabel Amalia de Hesse-Darmstadt. (En el momento de nacer Alejandro Segismundo, su padre era Herzog duque del Palatinado-Neoburgo, su padre se convirtió en Elector Palatino en 1685). Estaba destinado al clero desde una edad temprana, y fue enviado a estudiar con los jesuitas en Neuburg an der Donau y Düsseldorf.
Fue nombrado obispo coadjutor de Augsburgo el 10 de febrero de 1681. Él sufrió un grave accidente de equitación en 1688. Fue ordenado como sacerdote el 26 de julio de 1689.
Juan Christofer de Freyberg-Allmendingen murió el 1 de abril de 1690 y Alejandro Segismundo le sucedió como Príncipe-Obispo de Augsburgo, con el Papa Alejandro VIII confirmando su nombramiento el 31 de mayo de 1690.  Fue consagrado como obispo por Marquard Rodolfo de Rodt, obispo de Constanza, el 18 de junio de 1690.
En 1714, Alejandro Segismundo sufrió un ataque de enfermedad mental, y el cabildo de la Catedral de Augsburgo seleccionó a Juan Franz Schenk de Stauffenberg, obispo de Constanza, para ser obispo coadjutor el 11 de junio de 1714. Alejandro Segismundo finalmente se recuperó lo suficiente para reanudar sus deberes como príncipe-obispo en 1718.
Murió en Augsburgo el 24 de enero de 1737.